# Aktionsgruppe Kinder in Not

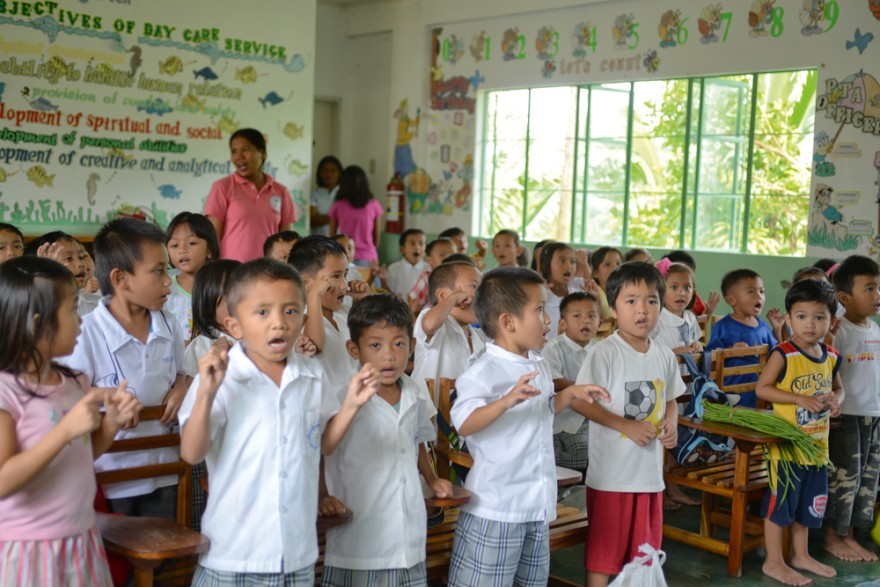
Unterstützte Schulklasse auf den Philippinen

Die Aktionsgruppe „Kinder in Not“ e. V., die sich selbst mit KiN abkürzt, ist – in der Rechtsform eines eingetragenen Vereins – eine deutsche Hilfsorganisation, die durch Arbeitsleistung ihrer Mitglieder sowie Sammlung von Spendengeldern notleidende Kinder in der Dritten Welt unterstützt. Verbunden mit der Aktionsgruppe ist die Gisela-Wirtgen-Stiftung.

## Organisation

### Gründung und Ziele
Der Verein wurde im Jahr 1983 auf Initiative der Unternehmerin Gisela Wirtgen in Windhagen (Westerwald) gegründet, wo bis 2020 auch der Verwaltungssitz war. 2021 wechselte dieser nach Neustadt (Wied).
Der Verein arbeitet uneigennützig. Die Mitglieder sind ehrenamtlich tätig, ihre eigenen Reisekosten, die zwecks Überwachung der Hilfsprojekte anfallen, tragen sie selbst. Die restlichen Verwaltungskosten werden als zweckgebundene Spende von einer Einzelperson übernommen, die auch Büroräume zur Verfügung stellt. Gespendete Beträge werden vollständig für die Hilfsprojekte eingesetzt, ohne dass ein Abzug von Verwaltungskosten stattfindet.

### Leitung, Zertifizierung
Die Leitung obliegt dem Vorstand, der aus bis zu neun Personen bestehen kann. Die Organisation trägt das Gütesiegel des Deutschen Zentralinstituts für soziale Fragen und ist vom Finanzamt Neuwied als gemeinnützige Einrichtung anerkannt. Der Jahresbericht wird jeweils durch einen vereidigten Wirtschaftsprüfer zertifiziert und auf der Vereinswebsite zum Download angeboten. Seit 2002 erfährt die Aktionsgruppe Kinder in Not Unterstützung durch die Gisela-Wirtgen-Stiftung.

### Paten, Projekte und Spenden
Die Organisation ist politisch und konfessionell unabhängig und leistet ihre Arbeit ohne Rücksicht auf das politische oder religiöse Umfeld in den betreffenden Entwicklungsländern. Zur Unterstützung notleidender Kinder in der Dritten Welt initiiert der Verein ausschließlich Projekte, die Hilfe zur Selbsthilfe darstellen. Basis sind mehr als 2300 Patenschaften (Stand 2013), die von Einzelpersonen, aber auch von Familien, Schulen, Vereinen oder Firmen übernommen werden.
Mit den im Rahmen der Patenschaften geleisteten Spenden werden weltweit Projekte gefördert, die bedürftigen Kindern und ihren Familien zugutekommen. 2010 beispielsweise unterstützte KiN mit fast 1,25 Millionen Euro 25 Projekte auf den Philippinen (827.850 Euro), in Indien (89.161 Euro), Chile (33.216 Euro), Brasilien (189.865 Euro) und Pakistan (103.000 Euro für Opfer der Flutkatastrophe). Bis 2014 verlagerten sich die regionalen Schwerpunkte etwas und konzentrierten sich auf drei Staaten; insgesamt wurden 36 Projekte auf den Philippinen, in Indien und in Brasilien mit Fördergeldern ausgestattet.
Gefördert werden vor Ort Kinderheime, Kindergärten und Vorschulen, Tagesstätten für kranke und behinderte Kinder, Schulen und Berufsausbildungsstätten, ein Krankenhaus (auf den Philippinen) sowie medizinische Hilfsstationen. Weil die Hilfsaktivitäten der Organisation 1983 zunächst auf den Philippinen aufgenommen wurden, liegt dort heute noch mit etwa zwei Dritteln Ausgabenanteil der Schwerpunkt der Projekte, die auf der KiN-Website aufgelistet werden. Vom Hilfsvolumen her folgen – Einzelprojekte auf der KiN-Website – Indien und Brasilien.

## Personen

### Gisela Wirtgen
Die Gründerin Gisela Wirtgen (* 1944) führt von Beginn an den Verein; ihre ehrenamtliche Tätigkeit setzt sie auch im 2008 begonnenen Ruhestand fort. Für ihre Arbeit wurden ihr u. a. der Verdienstorden des Landes Rheinland-Pfalz und das Bundesverdienstkreuz verliehen.

### KiN-Botschafter und -Unterstützer
Als internationale KiN-Botschafter engagieren sich die Sportler Georg Hackl (seit dem Jahr 2000), Joey Kelly und Kai Kazmirek. Seit Anfang der 1990er Jahre tritt ein Pfälzer Mundartdichter zugunsten von KiN auf. Er präsentiert dabei heitere Texte, die im lokalen Dialekt verfasst sind. Statt eines Honorars sammelt er Spenden, die er weiterleitet und im Internet dokumentiert.

## Missbräuchliche Nachahmung
Gelegentlich verwenden Nachahmer den Namen der Organisation, teilweise geringfügig verändert, für eigenwirtschaftliche Zwecke. Beispielsweise wurden im Jahr 2010 (nachdem die ersten Ermittlungen bereits im Jahr 2005 begonnen hatten) durch das Münchener Landgericht die vormalige Chefin einer selbsternannten Hilfsorganisation „Kinder in Not“ und einer ihrer Söhne wegen Veruntreuung von mehr als 5 Millionen Euro an Spendengeldern zu je zwei Jahren Haft auf Bewährung und zusammen 82.800 Euro Geldstrafe verurteilt. Ebenfalls 2010 untersagte die Aufsichts- und Dienstleistungsdirektion in Trier einem Verein aus Herne, der sich „Hilfe für Kinder in Not“ nannte und ohne Genehmigung Straßensammlungen durchführte, mit sofort vollziehbarer Verbotsverfügung jegliche Spendensammlung im Land Rheinland-Pfalz.